# سیارک ۸۵۱
سیارک ۸۵۱ (به انگلیسی: 851 Zeissia، نامگذاری:1916S26) هشتصد و پنجاه و یکمین سیارک کشف شده‌است که در ۲ آوریل ۱۹۱۶ و در رصدخانه سایمیز کشف شد.
قدر مطلق سیارک برابر ۱۱٫۶۲ است.